# Summer Stadiums 2010 EP
Summer Stadiums 2010 EP è il quarto EP del gruppo musicale britannico Muse, pubblicato il 15 novembre 2012 dalla Helium-3.

## Descrizione
Pubblicato gratuitamente dai Muse per promuovere il Summer Stadium 2013 tenuto in Europa, l'EP contiene sei tracce (tre audio e tre video) provenienti dalla tournée Summer Stadium 2010 volta a promuovere il quinto album The Resistance.

## Tracce
Testi e musiche di Matthew Bellamy, eccetto dove indicato.
1. Uprising (Live from the LCCC, Manchester) – 7:12
2. Starlight (Live from San Siro, Milan) – 4:44
3. Stockholm Syndrome (Live from Stade de France, Paris) – 7:49 (musica: Matthew Bellamy, Dominic Howard, Chris Wolstenholme)

## Formazione
Gruppo
- Matthew Bellamy – voce, chitarra
- Chris Wolstenholme – basso, cori
- Dominic Howard – batteria

Altri musicisti
- Morgan Nicholls – tastiera, percussioni (traccia 1)